# Amokfahrt in der Grafschaft Cumbria

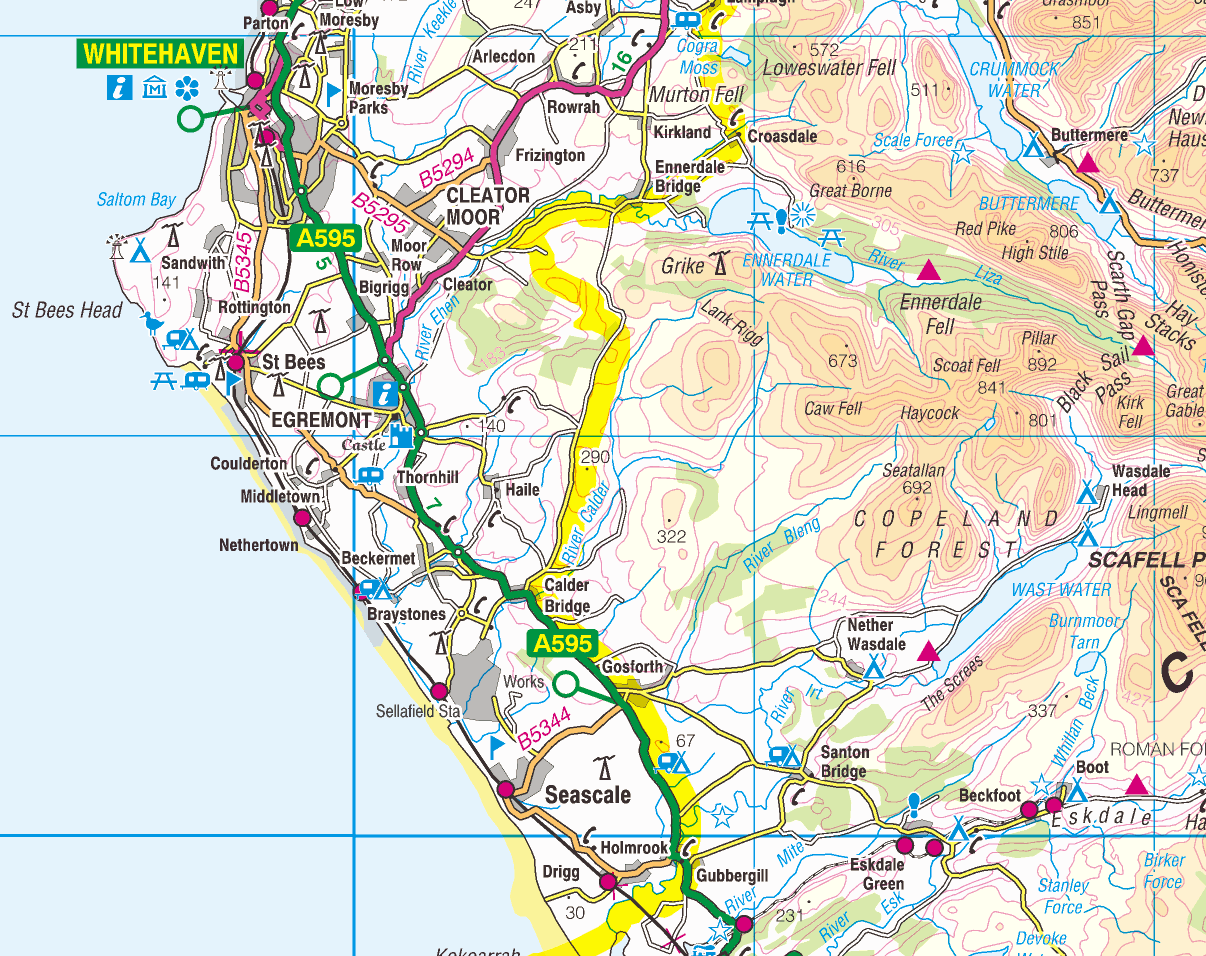
Karte des Gebiets um Whitehaven

Amokfahrt in der Grafschaft Cumbria bezeichnet eine Amokfahrt am 2. Juni 2010 in mehreren Orten in der nordenglischen Grafschaft Cumbria, die zwölf Tote und elf Schwerverletzte forderte. Sie endete nach rund dreieinhalb Stunden mit dem Suizid des Täters Derrick Bird.
Die Amokfahrt begann am Vormittag um 10 Uhr in Lamplugh und führte anschließend durch Frizington, Whitehaven, Egremont, Gosforth und Seascale. Der Schütze wurde dreieinhalb Stunden später tot in einem Waldstück bei Boot aufgefunden. Laut Angaben der Polizei, die 30 verschiedene Tatorte untersuchte, handelt es sich um den schlimmsten Massenmord seit dem Massaker von Dunblane 1996, in dessen Folge die britischen Waffengesetze massiv verschärft worden waren.

## Ablauf der Tat

### Erste Phase
Das erste Opfer von Derrick Bird war sein Zwillingsbruder David Bird, den er in Lamplugh erschoss. Die Polizei geht davon aus, dass der Grund eine Auseinandersetzung um eine Erbschaft gewesen sein könnte. Anschließend tötete er in Frizington Kevin Commons, den Anwalt der Familie. Um 10:20 Uhr Ortszeit erhielt die Polizei telefonisch Kenntnis von einer Schießerei, während Bird in seinem Auto in Richtung Whitehaven fuhr.

### Zweite Phase
Um 10:35 Uhr ereignete sich nahe einem Taxistand in Whitehaven eine Schießerei. Um diese Zeit erschienen auch die ersten Medienberichte, wonach eine Person wild um sich geschossen, mehrere Personen getötet und weitere verletzt habe. Die Einwohner von Whitehaven, Egremont und Seascale wurden von den Behörden dringend aufgefordert, sich nicht ins Freie zu begeben und in den Häusern zu bleiben.

### Dritte Phase
Bird wurde letztmals um 12:30 Uhr gesichtet. Kurz danach bestätigte die Polizei, dass es mehrere Tote gegeben habe und dass sie auf der Suche nach dem Täter sei. Bird verursachte in der Nähe von Boot mit seinem Auto einen Unfall und flüchtete zu Fuß weiter. Zwei Touristen, die ihm nach dem Unfall zu Hilfe eilen wollten, entgingen dem Tod. Um 14:00 Uhr gab die Polizei bekannt, dass in einem Waldstück ein toter Mann mit einem Gewehr gefunden worden sei, mit hoher Wahrscheinlichkeit der Täter. Außerdem erhielt die Bevölkerung eine Entwarnung.

### Nach der Tat
Um 15:50 Uhr gab Premierminister David Cameron in der ersten Prime Minister’s Questions seiner Amtszeit bekannt, dass mindestens fünf Personen tot aufgefunden worden seien, darunter der Täter. Später am Abend ließ die Polizei auf einer Pressekonferenz in Whitehaven verlauten, dass zwölf Personen erschossen worden seien, weitere elf Personen verletzt seien und dass der Verdächtige sich selbst gerichtet habe. Sie bestätigte auch, dass zwei Waffen verwendet worden seien und dass 30 verschiedene Tatorte untersucht würden.

## Opfer und Täter
Von den zwölf Opfern stammen drei aus Seascale, je zwei aus Egremont und Wilton und je eines aus Lamplugh (Zwillingsbruder des Täters), Frizington (Anwalt der Familie), Whitehaven, Carleton und Gosforth. Drei der Opfer waren Frauen, neun waren Männer. Prominentestes Opfer ist der ehemalige Rugby-League-Profispieler Garry Purdham, der Bruder des Nationalspielers Rob Purdham.
Der Täter Derrick Bird, ein geschiedener 52-jähriger Vater von zwei Kindern, wurde als beliebter und ruhiger Mann beschrieben, der als selbstständiger Taxifahrer arbeitete. Unbestätigten Berichten zufolge soll er wegen seines fragilen Geisteszustandes in einem lokalen Krankenhaus um Hilfe ersucht haben. Bird war im Besitz eines Gewehr-Zertifikats und eines Waffenscheins. Auch soll er Auseinandersetzungen mit den Steuerbehörden gehabt haben.

## Reaktionen
Am Abend des 2. Juni drückte Königin Elisabeth II. in einer Rede ihre Trauer und ihr Mitgefühl für die Opfer aus. Innenministerin Theresa May lobte die Arbeit der Notfallorganisationen; das Kabinett traf sich zu einer Sitzung und am 3. Juni gab May im House of Commons eine Erklärung zu den Vorfällen in Cumbria ab. David Cameron und Theresa May besuchten die Tatregion am 4. Juni und trafen dort mit verletzten Opfern, Behörden und der lokalen Bevölkerung zusammen.
Der Fernsehsender ITV setzte eine Folge der Serie Coronation Street aus, da diese von einem Todesfall im Lake District in unmittelbarer Nähe der Tatorte und einer bewaffneten Belagerung einer Fabrik handelt. Ebenfalls ausgesetzt wurde am 3. Juni die Comedyshow You Have Been Watching auf Channel Four, da an diesem Tag das Sonderthema Kriminalität vorgesehen war. Heftige Kritik musste sich die amerikanische Sängerin Lady Gaga gefallen lassen, da sie bei ihrem Konzert in Manchester am Abend nach dem Massaker nicht auf die umstrittene Darstellung einer Mordszene verzichten wollte.
Während der Amokfahrt wurden die Tore der nahe gelegenen Wiederaufbereitungsanlage Sellafield vorsorglich geschlossen und die Nachmittagsschicht erhielt die Anweisung, nicht zur Arbeit zu kommen. Es handelte sich um die erste Betriebsunterbrechung in der Geschichte der Anlage.